# Station Kraków Balice
Station Kraków Balice is een spoorwegstation in de Poolse plaats Krakau.